# Arrondissement de Tongdaewŏn

Tongdaewŏn-guyŏk ou Arrondissement de Tongdaewŏn (Hangeul: 동대원구역; Hanja: 東大院區域), est l'un des 19 arrondissements de l'agglomération de Pyongyang. 

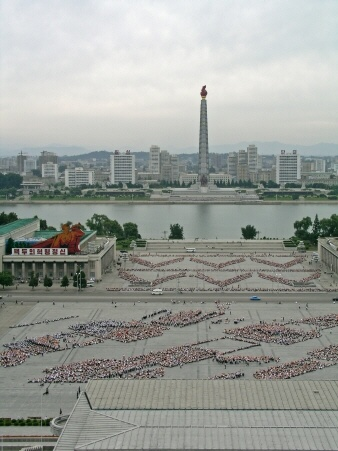
Tour Juche vue de la place Kim Il-sung

## Divisions administratives
L'arrondissement de Tongdaewŏn est constitué de dix-huit quartiers :
- Munsin-1 (hangeul : 문신 1동 hanja : 文新 1洞), 조선의암무역회사, 조선필봉무역회사
- Munsin-2 (hangeul : 문신 2동 hanja : 文新 2洞)
- Raengchon-1 (hangeul : 랭천 1동 hanja : 冷泉 1洞), où est située notamment l'Usine de fabrication des boissons gazeuses patriotes de Kyongryon (Hangeul : 경련애국사이다공장)
- Raengchon-2 (hangeul : 랭천 2동 hanja : 冷泉 2洞)
- Ryul (hangeul : 률동 hanja : 栗洞), où est située notamment l'Usine des Couleurs de Corée.
- Saesalrim (hangeul : 새살림동 hanja : 새살림洞), 조선철산기술무역회사, 조선철산무역총회사
- Samma-1 ou Trois Chevaux-1 (hangeul : 삼마 1동 hanja : 三馬 1洞)
- Samma-2 ou Trois Chevaux-2 (hangeul : 삼마 2동 hanja : 三馬 2洞)
- Sinhung-1 (hangeul : 신흥 1동 hanja : 新興 1洞)
- Sinhung-2 (hangeul : 신흥 2동 hanja : 新興 2洞), 조선공업기술회사, 조선명봉무역회사
- Sinhung-3 (hangeul : 신흥 3동 hanja : 新興 3洞)
- Sinri (hangeul : 신리동 hanja : 新里洞), 조선기영무역회사, 조선화학무역총회사
- Taesing (hangeul : 대신동 hanja : 大新洞)
- Tongdaewon-1 (hangeul : 동대원 1동 hanja : 東大院 1洞), 조선건재무역회사, 평양자원재생회사
- Tongdaewon-2 (hangeul : 동대원 2동 hanja : 東大院 2洞)
- Tongsin-1 (hangeul : 동신 1동 hanja : 東新 1洞)
- Tongsin-2 (hangeul : 동신 2동 hanja : 東新 2洞)
- Tongsin-3 (hangeul : 동신 3동 hanja : 東新 3洞), 조선기계무역총회사, 조선원봉무역회사

## Places importantes
- L'Ecole supérieure Kim Il-sung du parti (Hangeul:김일성고급당학교 Hanja:金日成高級黨學校) dans le quartier de Tongdaewon.
- La Kum Song University of Politics (Hangeul:금성정치대학 Hanja:금성政治大學) dans le quartier de Munsin.
- L'Université d'E.P.S. de Pyongyang (Hangeul:조선체육대학) dans le campus de Ryul-Raengchon.
- Pyongyang University of Dramatic and Cinematic Arts (Hangeul: 평양연극영화대학) dans le campus de Ryul-Raengchon.
- Kim Hyong Jik University of Education (Hangeul:김형직사범대학 Hanja:金亨稷師範大學)  dans le campus de Ryul-Raengchon et dans le quartier Samma.
- Red Cross General Hospital of Korea dans le quartier de Taesin.
- Cinéma Tongdaewon (Hangeul: 동대원영화관/극장 Hanja: 東大院映画館) dans le quartier de Munsin.
- Korean Documentary Film Studio dans le quartier de Tongsin.
- Taedonggang Club for the Diplomatic Corps dans le quartier de Sinri.
- Stade de Pyongyang-Est (Hangeul: 동평양경기장 Hanja: 東平壤競技場) dans le quartier Ryul.
- La tour immortelle de Kim Il Sung
- La tour de l'idée Juché dans le quartier de Tongsin.
- Le monument révolutionnaire de la colline Munsu.
- Le marché "des vivres" de Pyongyang-Est

## Historique des députations des circonscriptions de l'arrondissement municipal de Tongdaewŏn (de la 37 à la40ecirconscription)

### Circonscription de Tongdaewŏn (37ecirconscription)
- XIème législature (2003-2009) : Kim In Nam (Hangeul:김인남)
- XIIème législature (2009-2014) : Ri Soon Im (Hangeul: 리순임 Hanja:李純林)
- XIIIème législature (2014-2019) : Choe Yong-rim (Hangeul: 최영림)

### Circonscription de Ryul (38ecirconscription)
- XIème législature (2003-2009) : Kim Yong Chun (Hangeul:김영춘)
- XIIème législature (2009-2014) : Kim Song Hee (Hangeul: 김성희 Hanja:金成熙)
- XIIIème législature (2014-2019) : Kim Sok-nam (Hangeul: 김석남)

### Circonscription de Sinri (39ecirconscription)
- XIème législature (2003-2009) : O Ik Chae (Hangeul:오익제)
- XIIème législature (2009-2014) : Chung Tong Tu (Hangeul: 정동두 Hanja:鄭同斗 / 鄭東斗)
- XIIIème législature (2014-2019) : Kim In-chol (Hangeul: 김인철)

### Circonscription de Samma (Trois Chevaux) (40ecirconscription)
- XIème législature (2003-2009) : Pak Kwan O (Hangeul:박관오)
- XIIème législature (2009-2014) : Song Cha Rip (Hangeul: 성자립 Hanja:成慈立)
- XIIIème législature (2014-2019) : Yun Sok-chon (Hangeul: 윤석천)